# Samuel Ier d'Alexandrie
 (février 2013).
Si vous disposez d'ouvrages ou d'articles de référence ou si vous connaissez des sites web de qualité traitant du thème abordé ici, merci de compléter l'article en donnant les références utiles à sa vérifiabilité et en les liant à la section « Notes et références ».
Samuel Ier est pape et patriarche orthodoxe d'Alexandrie et de toute l'Afrique de 1710 à 1712 et de 1714 à 1723.